# Transmissió seqüencial manual

Animació de desplaçament de transmissió seqüencial manual

Una transmissió seqüencial manual, també coneguda com a caixa de canvis seqüencial, o transmissió seqüencial, és un tipus de transmissió manual no síncrona que s’utilitza principalment per a motocicletes i cotxes de carreres. Produeix temps de canvi més ràpids que les transmissions manuals sincronitzades tradicionals i restringeix el conductor a seleccionar l'engranatge següent o anterior, en un ordre successiu.

## Disseny

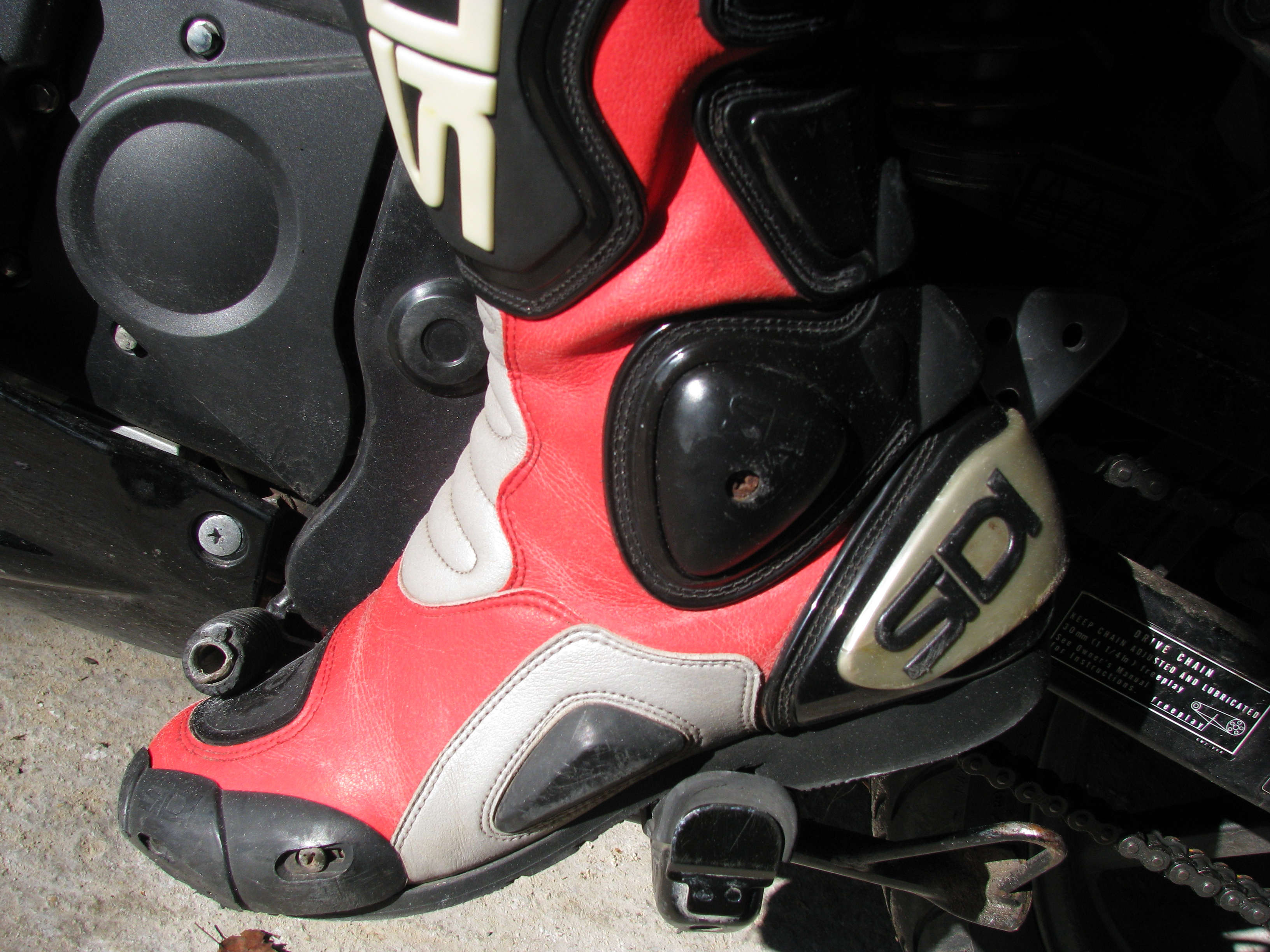
Palanca de canvi de marxa en una moto (per sobre de la punta del maleter del pilot)

Una transmissió seqüencial manual no està sincronitzada i permet al conductor seleccionar la marxa següent (per exemple, canviar de primera marxa a segona marxa) o la marxa anterior (per exemple, canviar de tercera marxa a segona marxa), operada mitjançant palanques muntades darrere del volant o amb una palanca de canvis seqüencial. Aquesta restricció evita seleccionar accidentalment l'engranatge equivocat; tanmateix, també impedeix que el conductor "salti" les marxes deliberadament. L'ús d'un embragatge de dents (en lloc de sincronitzadors clàssics) dona lloc a velocitats de desplaçament més ràpides que una transmissió manual convencional.
En una transmissió seqüencial manual, la palanca de canvis fa funcionar un mecanisme de trinquet que converteix el moviment endavant i popa de la palanca de canvi en la rotació d’un tambor selector (de vegades anomenat barril) que té tres o quatre pistes mecanitzades al voltant de la seva circumferència. Les forquilles selectores es guien per les vies, directament o mitjançant varetes selectores. Les vies es desvien al voltant de la circumferència i, a mesura que gira el tambor, es desplacen les forquilles selectores per seleccionar l'engranatge requerit.
No s'ha de confondre una transmissió seqüencial manual amb una funció de canvi "seqüencial" que de vegades s'adapta a la transmissió automàtica hidràulica, comercialitzada amb termes com "Tiptronic" o "SportShift". Aquesta funció permet al conductor seleccionar l'engranatge anterior o següent mitjançant l’ús de botons o una palanca (generalment a prop de la palanca de canvis o del volant); no obstant això, la mecànica de la transmissió no té relació amb una transmissió seqüencial manual real.

## Ús
La majoria de les motocicletes utilitzen una transmissió seqüencial manual. El pilot controla la palanca de canvis amb el peu, permetent que les mans es mantinguin al manillar, i la selecció d’engranatges utilitza un disseny de 1 - N - 2 - 3 - 4 - 5 - 6 (per exemple, en una caixa de canvis de 6 velocitats). No obstant això, la majoria dels patinets moderns no utilitzen una transmissió seqüencial manual, sinó que utilitzen una transmissió automàtica hidràulica o una transmissió variable per accionament per corretja o per cadena. No obstant això, els ossos subterranis solen utilitzar una transmissió semiautomàtica amb un embragatge centrífug automàtic, però encara conservaran la palanca de canvi de marxes convencional, com el Honda Super Cub.
La primera caixa de canvis manual seqüencial utilitzada en un cotxe de carreres va ser amb el Porsche Type 360 Cisitalia el 1946, seguit del famós disseny Queerbox poc fiable, iniciat per Richard Ansdale i Harry Mundy, que va ser utilitzat en diversos automòbils del Gran Premi de Lotus durant el finals dels anys cinquanta i principis dels seixanta, començant pel Lotus 12 del 1958, i és tècnicament la primera caixa de canvis "seqüencial" adequada que s'utilitza en un cotxe de carreres. La majoria dels cotxes de carreres també fan servir ara una transmissió seqüencial (ja sigui mitjançant una palanca de canvi seqüencial o amb palanquers), en lloc del vell canvi de pal de patró H, començant pel cotxe Williams FW14 de Fórmula 1 el 1991, que utilitzava un mecanisme de rotació de tambor seqüencial.
La primera caixa de canvis manual seqüencial moderna amb palanca de canvi manual es va utilitzar al cotxe esportiu Peugeot 905 Group C del 1990, seguit del cotxe de carreres Ferrari 333 SP LMP i CART Champ Cars / Indycars el 1994 i el 1996, i després al McLaren F1 GTR, Mercedes-Benz CLK GTR, Porsche 911 GT1 i Panoz Esperante GTR-1 GT1 automòbils del 1996 i 1997. Això va ser seguit de prop pels cotxes del WRC Rally el 1997, 1998 i 1999, i també el Porsche LMP1-98, el Nissan R390 GT1, el Toyota GT-One i els cotxes de prototipus BMW V12 LM 'i LMR Le Mans el 1998 i 1999.
Els turismes també han utilitzat caixes de canvis manuals seqüencials; començant per la sèrie europea DTM el 2000, que la va utilitzar durant 12 temporades, fins al canvi a un sistema de transmissió robotitzada el 2012. La sèrie australiana V8 Supercars va començar a utilitzar caixes de canvis manuals seqüencials el 2008, després de canviar de caixa de canvis manual de patró H.
NASCAR presentarà una transmissió seqüencial manual de 6 velocitats amb el seu cotxe Gen-7 el 2022, després d’utilitzar una transmissió manual convencional de patró H de 4 velocitats durant molts anys.
A causa de l'alta taxa de desgast i l'acció de canvi brusc, les transmissions manuals seqüencials poques vegades s'utilitzen en els turismes, encara que amb algunes excepcions.